# Marcelo Castello Branco
Marcelo Castello Branco (ur.  1945 – Rio de Janeiro) – brazylijski brydżysta, World Grand Master (WBF).
Marcelo Branco w latach 2010-2012 był członkiem Komisji Owdoławczej WBF. Od 2010 roku jest członkiem Komisji Graczy Profesjonalnych WBF.
Marcelo Branco jest jedną z 10 osób, które zdobyły potrójna koronę brydżową w kategorii otwartej:
- w roku 1989 zwyciężył (z drużyną Brazylii) w Bermuda Bowl;
- w roku 1976 zwyciężył (z drużyną Brazylii) na Olimpiadzie brydżowej;
- w roku 1978 zwyciężył (razem z Gabino Cintrą) w mistrzostwach świata par.

## Wyniki brydżowe

### Olimpiady
Na olimpiadach uzyskał następujące rezultaty:
| Olimpiady Brydżowe. Zawody teamów | Olimpiady Brydżowe. Zawody teamów | Olimpiady Brydżowe. Zawody teamów    | Olimpiady Brydżowe. Zawody teamów | Olimpiady Brydżowe. Zawody teamów | Olimpiady Brydżowe. Zawody teamów |
| Rok                               | Miejsce                           | Zawody                               | Kategoria                         | Drużyna                           | Pozycja                           |
| --------------------------------- | --------------------------------- | ------------------------------------ | --------------------------------- | --------------------------------- | --------------------------------- |
| 2012                              | Lille                             | 2. Olimpiada Sportów Umysłowych      | Open                              | Brazil                            | 21                                |
| 2008                              | Pekin                             | 1 Olimpiada Sportów Umysłowych       | Open                              | Brazil                            | 9                                 |
| 2002                              | Salt Lake City                    | 4 Mistrzostwa o Wielką Nagrodę MKOL  | Open                              | Brazil                            | 6                                 |
| 2000                              | Maastricht                        | 11. Olimpiada Brydżowa               | Open                              | Brazil                            | 5                                 |
| 1999                              | Lozanna                           | 2. Mistrzostwa o Wielką Nagrodę MKOL | Open                              | Brazil                            | 2                                 |
| 1998                              | Lozanna                           | 1 Mistrzostwa o Wielką Nagrodę MKOL  | Open                              | Brazil                            | 1                                 |
| 1996                              | Rodos                             | 10. Olimpiada Teamów                 | Open                              | Brazil                            | 19                                |
| 1992                              | Salsomaggiore                     | 9 Olimpiada Teamów                   | Open                              | Brazil                            | 17                                |
| 1984                              | Seattle                           | 7 Olimpiada Teamów                   | Open                              | Brazil                            | 17                                |
| 1980                              | Valkenburg                        | 6 Olimpiada Teamów                   | Open                              | Brazil                            | 7                                 |
| 1976                              | Monte Carlo                       | 5. Olimpiada Teamów                  | Open                              | Brazil                            | 1                                 |

| Olimpiady Brydżowe. Zawody Indywidualne | Olimpiady Brydżowe. Zawody Indywidualne | Olimpiady Brydżowe. Zawody Indywidualne | Olimpiady Brydżowe. Zawody Indywidualne | Olimpiady Brydżowe. Zawody Indywidualne |
| Rok                                     | Miejsce                                 | Zawody                                  | Kategoria                               | Pozycja                                 |
| --------------------------------------- | --------------------------------------- | --------------------------------------- | --------------------------------------- | --------------------------------------- |
| 2008                                    | Pekin                                   | 1 Olimpiada Sportów Umysłowych          | Open                                    | 8                                       |

### Zawody światowe
W światowych zawodach zdobył następujące lokaty:
| Mistrzostwa Świata. Konkurencja teamów | Mistrzostwa Świata. Konkurencja teamów | Mistrzostwa Świata. Konkurencja teamów | Mistrzostwa Świata. Konkurencja teamów | Mistrzostwa Świata. Konkurencja teamów | Mistrzostwa Świata. Konkurencja teamów |
| Rok                                    | Miejsce                                | Zawody                                 | Kategoria                              | Drużyna                                | Pozycja                                |
| -------------------------------------- | -------------------------------------- | -------------------------------------- | -------------------------------------- | -------------------------------------- | -------------------------------------- |
| 2011                                   | Veldhoven                              | 40. Mistrzostwa Świata Teamów          | Trans                                  | Brazil Open                            | 52                                     |
| 2011                                   | Veldhoven                              | 40. Mistrzostwa Świata Teamów          | Open                                   | Brazil                                 | 16                                     |
| 2009                                   | São Paulo                              | 39 Mistrzostwa Świata Teamów           | Open                                   | Brazil                                 | 17                                     |
| 2009                                   | São Paulo                              | 39. Mistrzostwa Świata Teamów          | Trans                                  | Brazil                                 | 5                                      |
| 2008                                   | Pekin                                  | 1. Olimpiada Sportów Umysłowych        | Miksty                                 | Chagas                                 | 9                                      |
| 2007                                   | Szanghaj                               | 38 Mistrzostwa Świata Teamów           | Seniorzy                               | Brazil                                 | 4                                      |
| 2006                                   | Werona                                 | 12 Mistrzostwa Świata                  | Open                                   | Chagas                                 | 9                                      |
| 2005                                   | Estoril                                | 37 Mistrzostwa Świata Teamów           | Open                                   | Brazil                                 | 5                                      |
| 2003                                   | Monte Carlo                            | 36 Mistrzostwa Świata Teamów           | Open                                   | Brazil                                 | 18                                     |
| 2001                                   | Paryż                                  | 35. Mistrzostwa Świata Teamów          | Trans                                  | Villas-Boas                            | 57                                     |
| 2001                                   | Paryż                                  | 35 Mistrzostwa Świata Teamów           | Open                                   | Brazil                                 | 16                                     |
| 2000                                   | Southampton                            | 34 Mistrzostwa Świata Teamów           | Open                                   | Brazil                                 | 2                                      |
| 1998                                   | Lille                                  | 10 Mistrzostwa Świata                  | Open                                   | Chagas                                 | 2                                      |
| 1997                                   | Hammamet                               | 33 Mistrzostwa Świata Teamów           | Open                                   | Brazil                                 | 9                                      |
| 1995                                   | Pekin                                  | 32 Mistrzostwa Świata Teamów           | Open                                   | Brazil                                 | 9                                      |
| 1991                                   | Jokohama                               | 30. Mistrzostwa Świata Teamów          | Open                                   | Brazil                                 | 4                                      |
| 1989                                   | Perth                                  | 29. Mistrzostwa Świata Teamów          | Open                                   | Brazil                                 | 1                                      |
| 1986                                   | Miami Beach                            | 7. Mistrzostwa Świata                  | Open                                   | Chagas                                 | 25                                     |
| 1985                                   | São Paulo                              | 27 Mistrzostwa Świata Teamów           | Open                                   | Brazil                                 | 4                                      |
| 1983                                   | Sztokholm                              | 26 Mistrzostwa Świata Teamów           | Open                                   | Brazil                                 | 9                                      |
| 1982                                   | Biarritz                               | 6 Mistrzostwa Świata                   | Open                                   | Chagas                                 | 45                                     |
| 1979                                   | Rio de Janeiro                         | 24. Mistrzostwa Świata Teamów          | Open                                   | Brazil                                 | 6                                      |
| 1978                                   | Nowy Orlean                            | 5 Mistrzostwa Świata                   | Open                                   | Chagas                                 | 2                                      |
| 1976                                   | Monte Carlo                            | 22. Mistrzostwa Świata Teamów          | Open                                   | Brazil                                 | 4                                      |
| 1974                                   | Wenecja                                | 20 Mistrzostwa Świata Teamów           | Open                                   | Brazil                                 | 3                                      |
| 1973                                   | Guarujá                                | 19 Mistrzostwa Świata Teamów           | Open                                   | Brazil                                 | 3                                      |
| 1969                                   | Rio de Janeiro                         | 16 Mistrzostwa Świata Teamów           | Open                                   | Brazil                                 | 5                                      |

| Mistrzostwa Świata. Konkurencja par | Mistrzostwa Świata. Konkurencja par | Mistrzostwa Świata. Konkurencja par | Mistrzostwa Świata. Konkurencja par | Mistrzostwa Świata. Konkurencja par | Mistrzostwa Świata. Konkurencja par |
| Rok                                 | Miejsce                             | Zawody                              | Kategoria                           | Partner                             | Pozycja                             |
| ----------------------------------- | ----------------------------------- | ----------------------------------- | ----------------------------------- | ----------------------------------- | ----------------------------------- |
| 2006                                | Werona                              | 12. Mistrzostwa Świata              | Open                                | Diego Brenner                       | 49                                  |
| 2006                                | Werona                              | 12 Mistrzostwa Świata               | Miksty                              | Susie Miller                        | 111                                 |
| 1998                                | Lille                               | 10 Mistrzostwa Świata               | Miksty                              | Danijela Birman                     | 17                                  |
| 1998                                | Lille                               | 10 Mistrzostwa Świata               | Open                                | Gabriel Chagas                      | 11                                  |
| 1994                                | Albuquerque                         | 9 Mistrzostwa Świata                | Open                                | Gabriel Chagas                      | 26                                  |
| 1990                                | Genewa                              | 8. Mistrzostwa Świata               | Open                                | Gabriel Chagas                      | 1                                   |
| 1986                                | Miami Beach                         | 7. Mistrzostwa Świata               | Open                                | Gabriel Chagas                      | 5                                   |
| 1978                                | Nowy Orlean                         | 5 Mistrzostwa Świata                | Open                                | Gabino Cintra                       | 1                                   |

## Klasyfikacja
- Marcelo Castello Branco – klasyfikacja WBF (ang.)